# Gostiradiće
Gostiradiće (Servisch cyrillisch Гостирадиће) is een plaats in de Servische gemeente  Raška. De plaats telt 53 inwoners (2002).